# Aubrey Thomas de Vere
Pour les articles homonymes, voir Vere.
Aubrey Thomas de Vere (10 janvier 1814 - 20 janvier 1902) est un poète et critique irlandais.

## Biographie

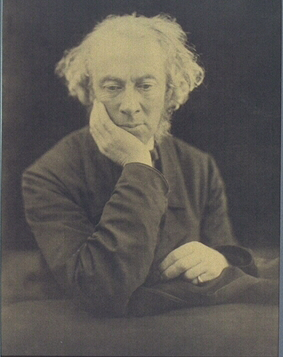
Aubrey Thomas de Vere.

Aubrey Thomas Hunt de Vere est né à Curraghchase House (maintenant en ruines) à Curraghchase, Kilcornan, comté de Limerick le troisième fils de Sir Aubrey de Vere, 2e baronnet (1788-1846) et sa femme Mary Spring Rice, fille de Stephen Edward Rice (d.1831) et Catherine Spring de Mount Trenchard, Comté de Limerick. Il est un neveu de Lord Monteagle, un frère cadet de Sir Stephen de Vere, 4e baronnet et un cousin de Lucy Knox. Sa sœur Ellen épouse Robert O'Brien, le frère de William Smith O'Brien. En 1832, son père abandonne le nom de famille original «Hunt» par licence royale, en prenant le nom de famille «de Vere».
Il est fortement influencé par son amitié avec l'astronome Sir William Rowan Hamilton, à travers lequel il arrive à une connaissance et une admiration respectueuse pour Wordsworth et Coleridge. Il fait ses études privées à la maison et en 1832, il entre au Trinity College de Dublin, où il étudie Kant et Coleridge. Plus tard, il visite Oxford, Cambridge et Rome et subit la puissante influence de John Henry Newman. Il est également un ami proche d' Henry Taylor.
Les caractéristiques de la poésie d'Aubrey de Vere sont un grand sérieux et un bel enthousiasme religieux. Ses recherches sur les questions de foi le conduisent à l'Église catholique romaine où, en 1851, il est reçu dans l'Église par le cardinal Manning à Avignon. Dans plusieurs de ses poèmes, notamment dans le volume de sonnets intitulé St Peters Chains (1888), il fait de riches ajouts aux vers de dévotion. Pendant quelques années, il occupe un poste de professeur, sous Newman, à l'Université catholique de Dublin.
Dans « A Book of Irish Verse », WB Yeats décrit la poésie de de Vere comme ayant « moins d'architecture que la poésie de Ferguson et Allingham, et plus de méditation. En effet, ses succès rares mais toujours mémorables sont des îles enchantées dans des mers grises de rêveries et de descriptions majestueuses et impersonnelles, qui dérivent et ne laissent aucun souvenir précis. Il faut peut-être, pour en jouir parfaitement, un habit dominicain, un cloître et un bréviaire."
Il visite également le Lake Country d'Angleterre et reste sous le toit de Wordsworth, ce qu'il appelle le plus grand honneur de sa vie. Sa vénération pour Wordsworth se manifeste singulièrement plus tard dans sa vie, et n'a jamais omis un pèlerinage annuel sur la tombe de ce poète jusqu'à ce qu'un âge avancé rende le voyage impossible.
Il est d'un physique grand et élancé, d'un caractère pensif et grave, d'une dignité et d'une grâce de manière excessives, et conserve ses facultés mentales vigoureuses jusqu'à un âge avancé. Selon Helen Grace Smith, il est l'un des poètes les plus profondément intellectuels de son temps. Son recensement de 1901 énumère sa profession comme « auteur ».
Il meurt à Curraghchase en 1902, à l'âge de quatre-vingt-huit ans. Comme il ne s'est jamais marié, le nom de de Vere à sa mort s'est éteint pour la deuxième fois et est repris par son neveu.

## Œuvres
Ses œuvres les plus connues sont : en vers, Les Sœurs (1861) ; L'enfant nuptial (1864); Odes irlandaises (1869); Légendes de St Patrick (1872); et Légendes des saints saxons (1879); et en prose, Essais principalement sur la poésie (1887); et Essais principalement littéraires et éthiques (1889). Il écrit également un volume pittoresque de croquis de voyage et deux drames en vers, Alexandre le Grand (1874) ; et saint Thomas de Cantorbéry (1876). L'un de ses poèmes les plus connus est Inisfail, tandis que deux de ses poèmes historiques figuraient au programme d'anglais du cycle junior, The March to Kinsale et The Ballad of Athlone.
On se souvient peut-être surtout de lui pour l'impulsion qu'il donne à l'étude de la mythologie et de la littérature celtique.